# SN 2011gx
SN 2011gx – supernowa typu II-P odkryta 3 października 2011 roku w galaktyce E252-G10. W momencie odkrycia miała maksymalną jasność 18,30m.